# Chemin de fer du PO-Corrèze
| Chemin de fer du PO-Corrèze               | Chemin de fer du PO-Corrèze |
| ----------------------------------------- | --------------------------- |
| Bahnhof Le Lonzac, Anfang 20. Jahrhundert |                             |
| Strecken des Chemin de fer du PO-Corrèze  |                             |
| Spurweite:                                | 1000 mm (Meterspur)         |
|                                           |                             |

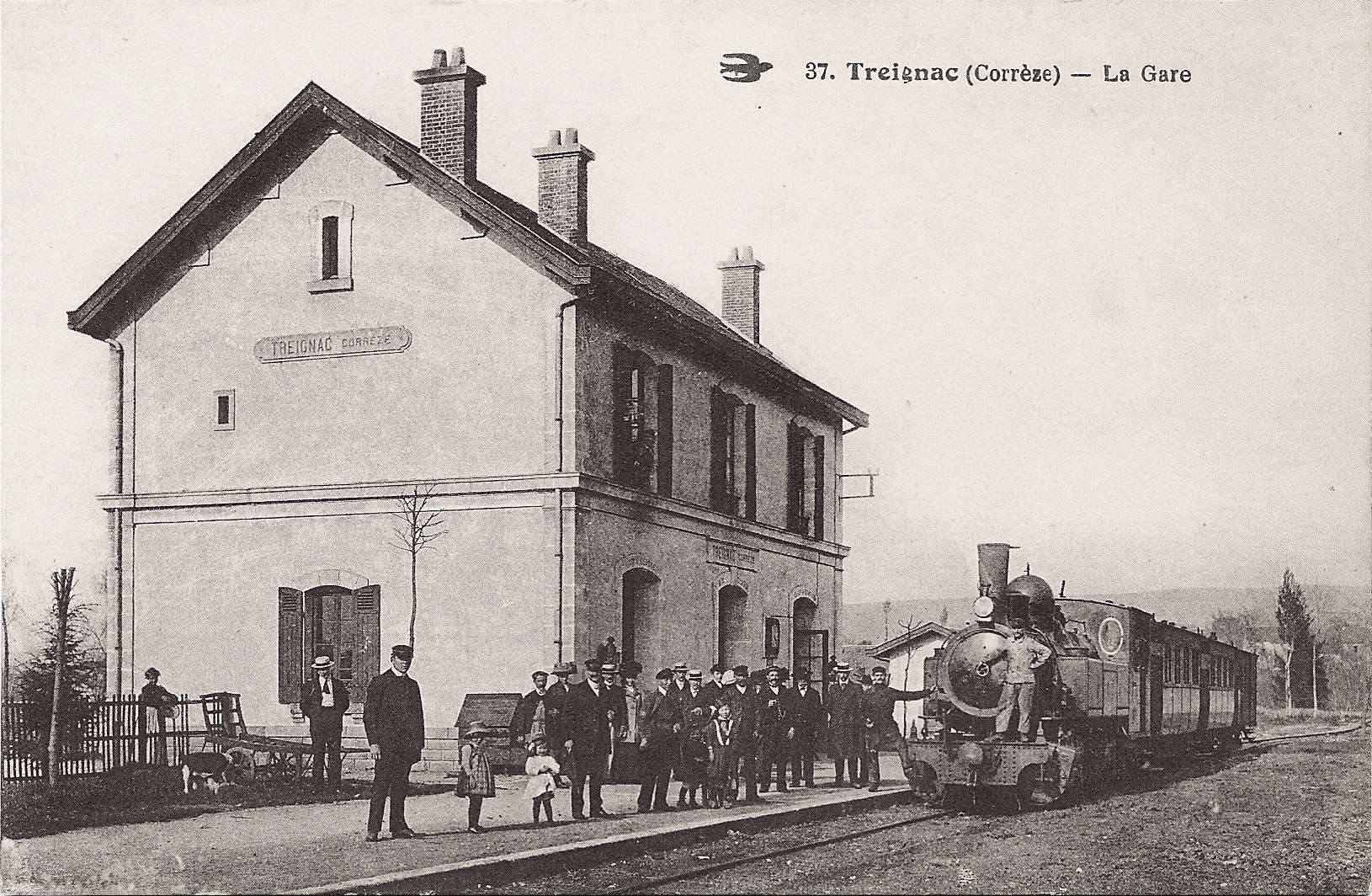
Zug der POC im Endbahnhof Treignac, vor 1914

Der Chemin de fer du PO-Corrèze war eine Schmalspurbahn im Südwesten Frankreichs, die im Département Corrèze ein Y-förmiges Streckennetz mit der Spurweite 1000 mm (Meterspur) betrieb.

## Geschichte

Bahnhof Tulle mit POC-Zug und Schmalspurgleis am Hausbahnsteig unter der Halle, vorn Kreuzung beider Spurweiten, rechts die regelspurigen Gleise, um 1910

Der sogenannte Freycinet-Plan sah in einem Gesetz vom 17. Juli 1879 den Bau einer Eisenbahnstrecke von Uzerche an der Hauptbahn Orléans–Montauban über Tulle und Argentat nach Aurillac vor. Angesichts des anspruchsvollen Geländes wurde, um die Anlage größerer Kunstbauten zu vermeiden, die Meterspur gewählt. Die Konzession für den Bau und Betrieb der Bahn erhielt mit Vertrag vom 17. Juni 1892 die Eisenbahngesellschaft Compagnie du chemin de fer de Paris à Orléans (P.O.), das entsprechende Gesetz wurde am 20. März 1893 verabschiedet. Die erforderliche Déclaration d’utilité publique für die Strecken Tulle–Argentat, Tulle–Uzerche und Seilhac–Treignac erfolgte am 30. Januar 1897.
Von der Kleinstadt Tulle ausgehend errichtete die Société de Construction des Batignolles Anfang des 20. Jahrhunderts diese Eisenbahnstrecken, für deren Betrieb die PO-Corrèze (POC), ein Tochterunternehmen der P.O., gegründet wurde. Weiterführende Strecken nach Aurillac und Salers kamen über das Stadium der Planung nicht hinaus.
Am 14. Februar 1904 wurde der Abschnitt von Tulle nach Argentat in Betrieb genommen, die Nordstrecke über Seilhac nach Uzerche folgte am 30. Juni jenes Jahres. Im Trennungsbahnhof Seilhac begann die Zweigstrecke nach Treignac. Zwischen 1912 und 1960 befuhren auch Züge der meterspurigen Kleinbahn Tramways de la Corrèze das Gleis der Südstrecke zwischen Tulle und Saint-Bonnet-Avalouze, wo deren eigenes Netz mit den Endpunkten Ussel und La Roche-Canillac begann.
Der Personenverkehr des Chemin de fer du PO-Corrèze wurde am 3. November 1969 eingestellt, am 31. Mai 1970 auch der Güterverkehr. Am 14. Januar 1972 wurde das Netz offiziell stillgelegt.

## Beschreibung

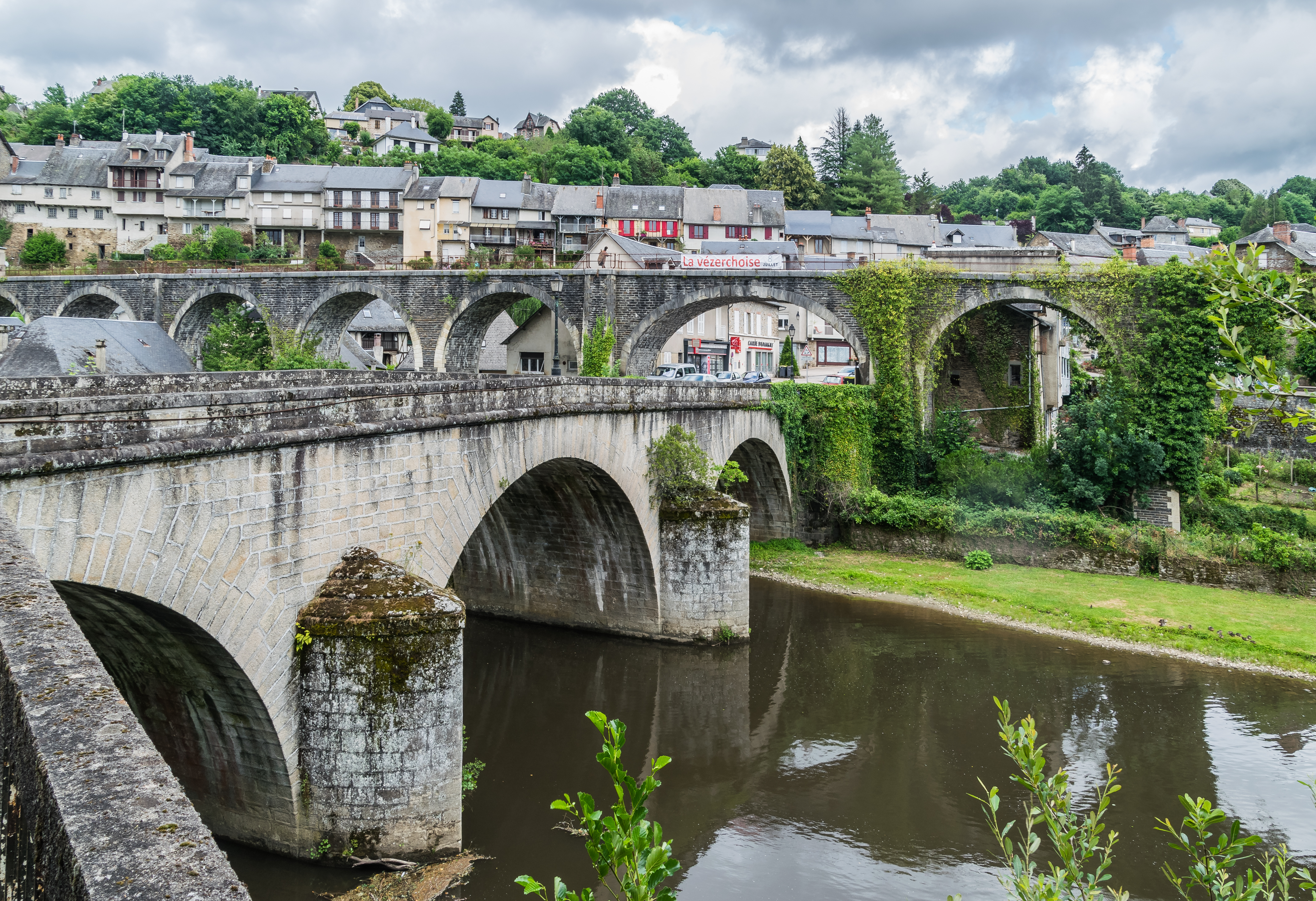
Die Brücke in Uzerche, im Vordergrund die Straßenbrücke Pont Turgot der D 3 über die Vézère

Bahnstation Uzerche-Ville bei der Eröffnung im Jahr 1904

Die Bahn verkehrte auf eigener Trasse und wies zahlreiche Kunstbauten auf, ihre Parameter wurden im Hinblick auf eine mögliche spätere Umspurung in die Regelspur gewählt. Die Streckenlängen betrugen 33,600 km (Tulle–Argentat), 31,927 km (Tulle–Uzerche) und 29,074 km (Seilhac–Treignac). Längster Tunnel war der Tunnel de Pandrignes (1378 m) an der Strecke nach Argentat. Die mit 152 m längste Brücke führte über die Départementsstraße 3 in Uzerche weist zwölf Bögen auf, sie ist als Fußweg erhalten.
Betriebsmittelpunkt war der 212 m hoch gelegene Bahnhof Tulle, der als Gemeinschaftsbahnhof von P.O. und POC fungierte. Bereits 1871 hatte, von Brive kommend, eine regelspurige Bahnstrecke der P.O. die Stadt erreicht. Aufgrund der beengten Platzverhältnisse, und um nicht unnötig die regelspurigen Gleise zu kreuzen, wurde das Streckengleis der Schmalspurbahn unter die Bahnhofshalle an den 93 m langen Hausbahnsteig gelegt. Wie alle Meterspurgleise im Bahnhof wurde es mit einem Kleinbuchstaben bezeichnet und erhielt die „Gleisnummer“ b.  Gleis a war ein kurzes Abstellgleis, die Gleise c und d Stumpfgleise auf der Nordseite des Empfangsgebäudes. Im Güterbahnhof waren zwei Meterspurgleise von Regelspurgleisen eingerahmt, was das Umladen von Wagen zu Wagen erlaubte. Zudem gab es eine Umladehalle und an der Ladestraße ein Vierschienengleis. Das Betriebswerk lag etwa 800 m abseits zwischen den Regelspurgleisen nach Brive bzw. Meymac. Die Zugbehandlung erfolgte daher auch im Bahnhofsbereich, wo sich zwischen den Gleisen b und c eine Zapfsäule für die Dieseltriebwagen befand.
In Richtung Uzerche stieg die Trasse bis Seilhac auf 447 m kontinuierlich an. Zwischen diesem Trennungsbahnhof und Saint-Jal lag mit 467 m der höchste Punkt der Strecke. Danach verlief sie, mit Rampen von bis zu 25 ‰, wieder bergab. Zwischen Tulle und Uzerche mussten vier Tunnel mit einer Gesamtlänge von 268 m und sechs Brücken (Gesamtlänge 458 m) angelegt werden. Die Zweigstrecke nach Treignac erreichte, mit Steigungen von bis zu 30 ‰, ihren Scheitelpunkt mit 547 m bei Affieux, ihr Endbahnhof lag 42 m tiefer.
Das Gleis nach Argentat unterquerte in Tulle, südlich der 56 m langen Brücke über die Corrèze, das Gleis der regelspurigen Bahnstrecke Tulle–Meymac. Gleich darauf passierte es das Bahnbetriebswerk, verlief zunächst knapp 2,5 km weit ohne nennenswerte Steigung und bog dabei nach Osten in das Tal der Saint-Bonnette ein. Hinter Saint-Bonnet-Avalouze, wo sich die Bahn erneut nach Süden wandt, folgte eine 11.395 m lange Rampe mit Steigungen von 5,4 ‰ bis 25 ‰ zum mit 401 m höchsten Punkt hinter Pandrignes-Saint-Paul. Der 1378 m lange Tunnel de Pandrignes war das bedeutendste Bauwerk der POC. Der folgende Abschnitt führte, mit bis zu 30 ‰ Gefälle, hinunter ins Tal der Souvigne, das kurz vor Forgès erreicht wurde. Auf den letzten 10 km von dort nach Argentat hatte man das Gleis unmittelbar neben der Nationalstraße 120 angelegt.
Im auf 321 m Höhe gelegenen P.O.-Bahnhof Uzerche endeten die Personenzüge der POC an einem teilweise überdachten Mittelbahnsteig, an dessen anderer Kante die regelspurigen Züge in Richtung Montauban hielten. Da dieser Bahnhof abseits des Ortes lag, wurde zwei Kilometer vor dem Endbahnhof die stadtnahe Bahnstation Uzerche-Ville gebaut.
Die Endbahnhöfe Argentat und Treignac sowie wichtige Zwischenstationen verfügten über zweistöckige Empfangsgebäude sowie Güterschuppen, in Tulle und Uzerche wurden die bereits existierenden Gebäude der P.O. mitbenutzt. Der Trennungsbahnhof Seilhac wies einen Mittelbahnsteig mit einer kurzen Überdachung auf.

## Betrieb
Mit Ausnahme der Bahnhöfe Tulle und Uzerche existierten an der Strecke keine Signale, die Streckenfreigabe und -blockung erfolgte fernmündlich. Das vor allem landwirtschaftlich geprägte Département Corrèze wies eine hohe Zahl an Feldwegen auf, durchschnittlich alle 256 m querte eine Straße oder ein Weg das Gleis. Von den 370 niveaugleichen Bahnübergängen waren aber nur 20 bewacht.
Im Januar 1969 zählte die Bahn 120 Mitarbeiter, darunter 30 Triebfahrzeugführer. Die Triebwagen verkehrten mit Höchstgeschwindigkeiten von 50–55 km/h, die Geschwindigkeit der lokbespannten Züge war auf 40 km/h begrenzt.
1946 wurden mit 388.600 Personen die meisten Fahrgäste gezählt, 1969 waren es nur noch 171.650. Der Güterverkehr entwickelte sich hingegen positiv. Schwerpunkte waren die Anlieferung von Coils an eine Firma in Argentat und die Abfuhr von Holz. 1956 wurden 38.990 t, 1967 bereits 51.216 t Güter befördert.

## Fahrzeuge

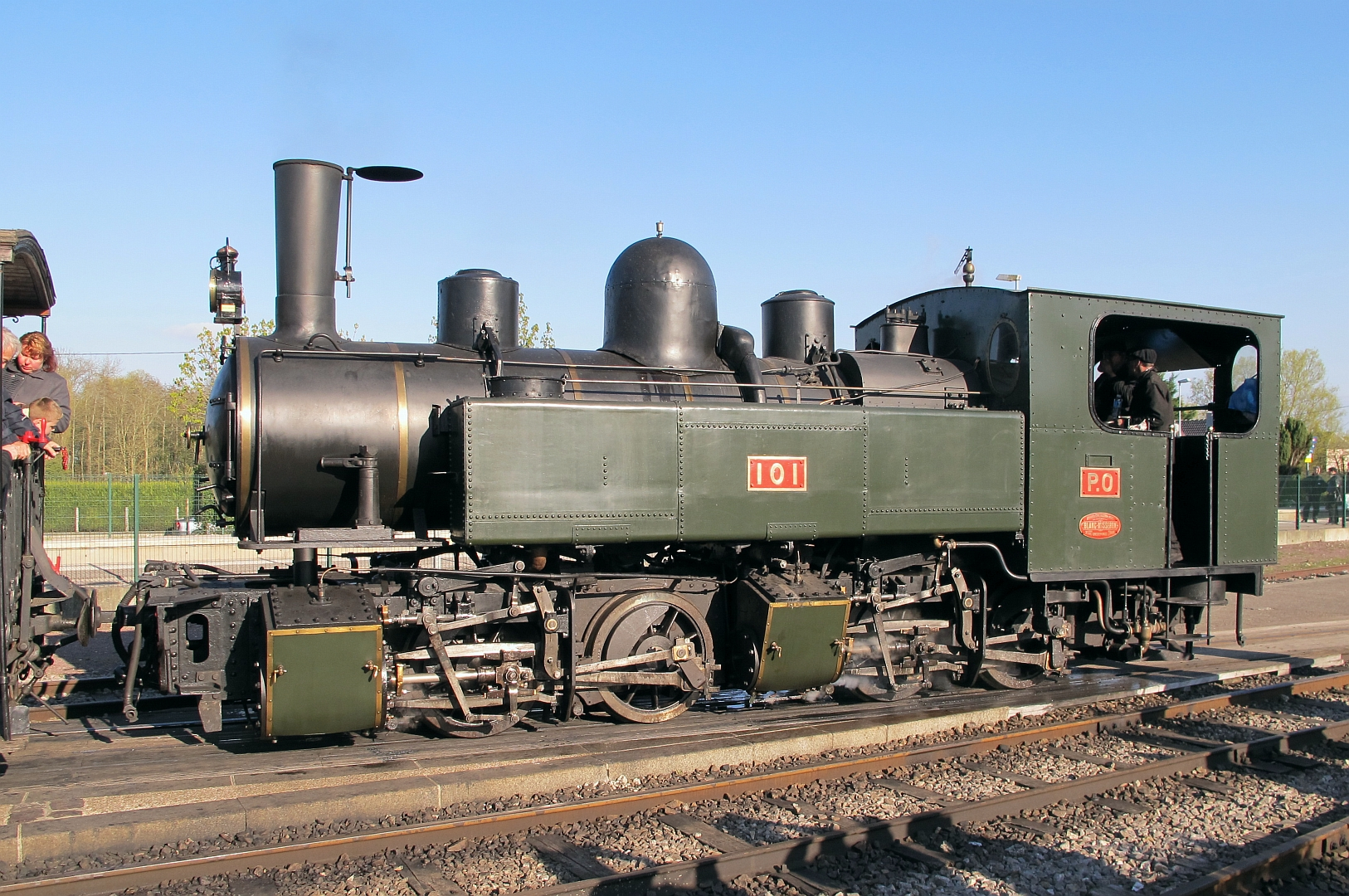
Die Mallet 101 der POC ist als Museumsfahrzeug erhalten

### Dampflokomotiven
Bei der Eröffnung verfügte die Bahn über zehn Tenderlokomotiven der Achsfolge 1’B (französisch 120T), die 1903 bei der Société de construction des Batignolles gebaut wurden. Die Maschinen trugen die Betriebsnummern 61 bis 70. 1906 kamen vom Hersteller Société des Ateliers de construction du Nord de la France (ANF)  vier Mallet-Loks mit der Achsfolge BB (französisch 020+020; Nummern 101 bis 104) hinzu.

### Diesellokomotiven
Für den Güterverkehr und zum Verschub wurden 1962 zwei vierachsige Diesellokomotiven der Baureihe BB 400 (BB 401 und BB 402) beschafft. Die bei Brissonneau et Lotz gebauten Maschinen kamen später zu den Chemins de fer de Provence (CP). Bei einer maximalen Geschwindigkeit von 40 km/h konnten sie bis zu 16 Wagen mit einem Gesamtgewicht von 140 t ziehen, 10 % mehr als die 020+020 und 50 % mehr als die 120T.

### Triebwagen
Ab den späten 1930er Jahren wurden im Personenverkehr fast ausschließlich Dieseltriebwagen eingesetzt. 1938 lieferte De Dion-Bouton acht Fahrzeuge, die Anfang der 1950er Jahre an die Tramways de la Corrèze weitergegeben wurden. Sie wurden durch elf Triebwagen von Billard (Bauarten A 80 D und A 150 D) und zwei von SCF Verney (X 211–212) ersetzt, die auch mit Beiwagen oder in Mehrfachtraktion liefen. Die beiden Verney-Triebwagen kamen 1967 zum Chemin de fer du Blanc-Argent, die Billard-Triebwagen blieben bis zu deren Einstellung bei der Bahn.

### Wagen
Die Bahn besaß 30 zweiachsige Personenwagen mit offenen Plattformen, 9 Packwagen und 152 Güterwagen.

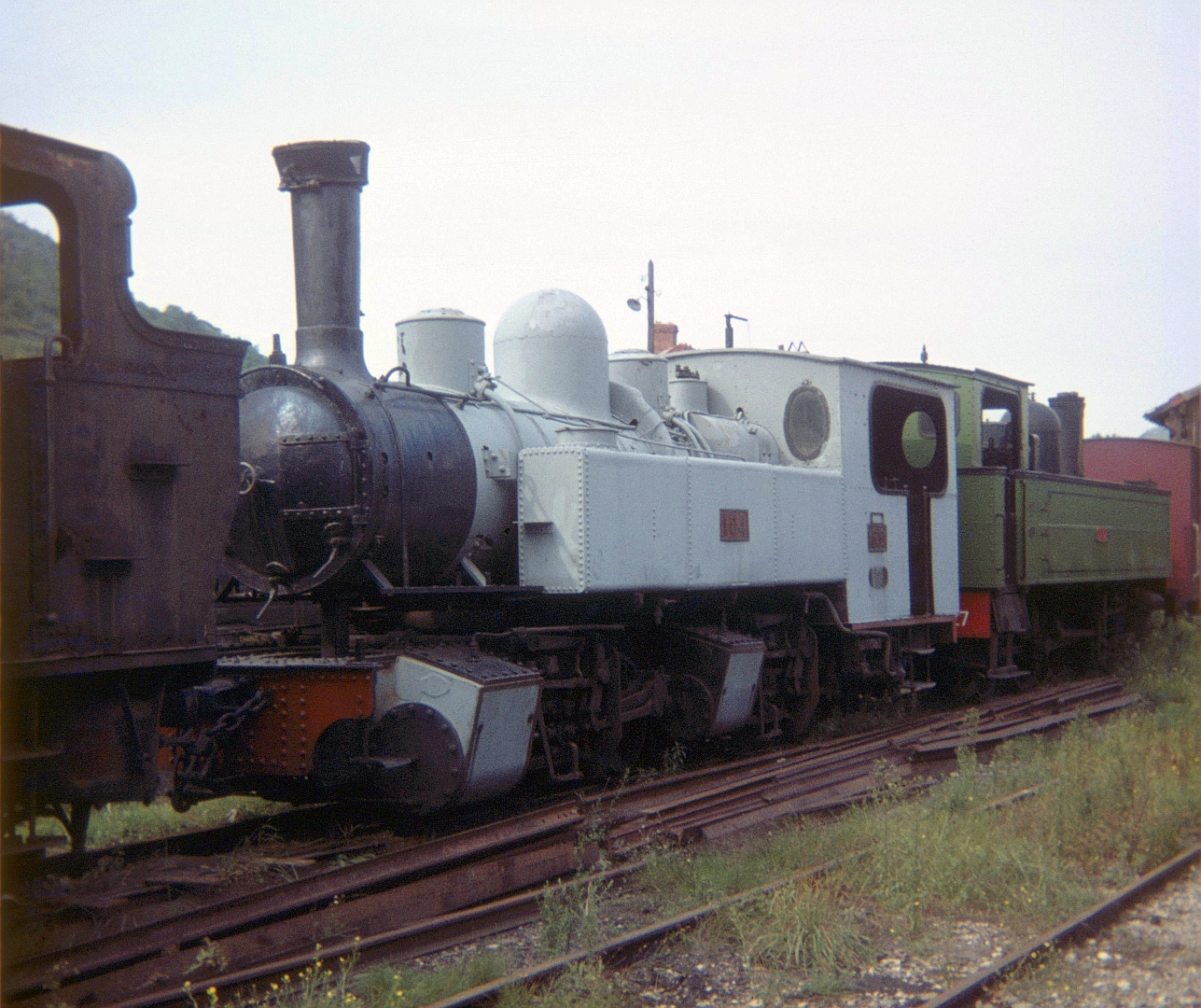
Lok 104 beim Chemin de fer du Vivarais, 1975
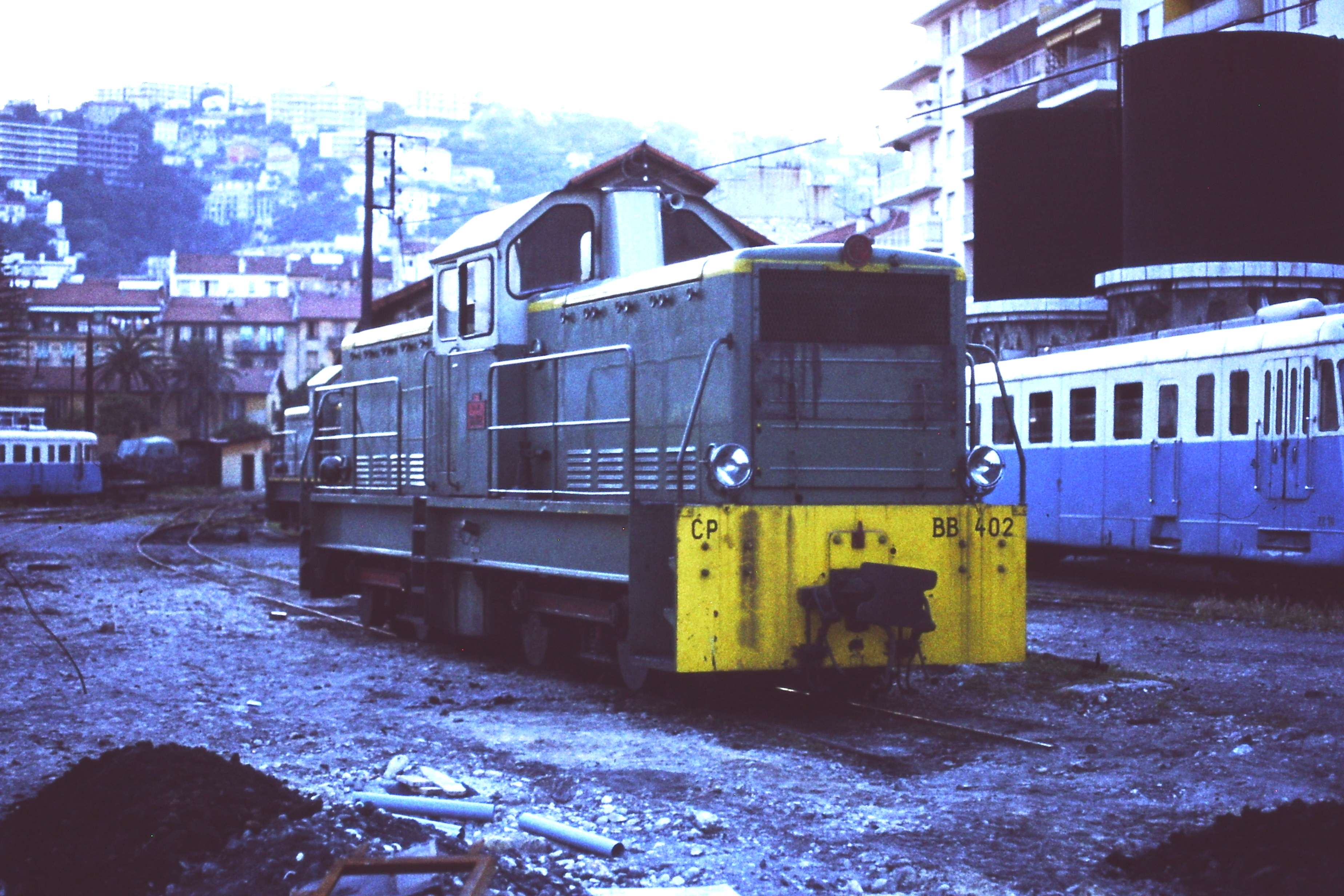
Diesellokomotive BB 402 im Bahnhof Nice CP der Bahnstrecke Nizza–Digne-les-Bains, 1976
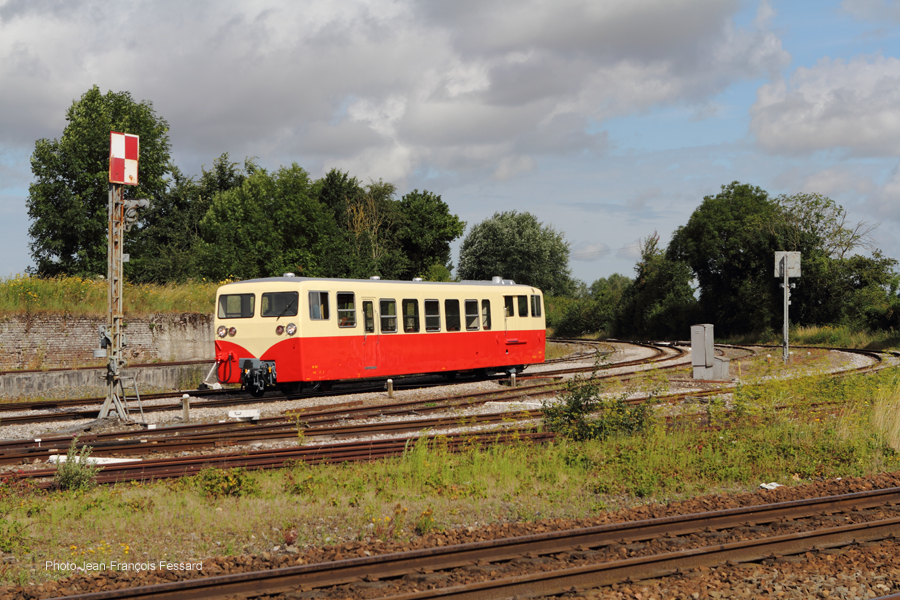
Triebwagen X 212 von SCF Verney bei der Museumsbahn Chemin de Fer de la Baie de Somme
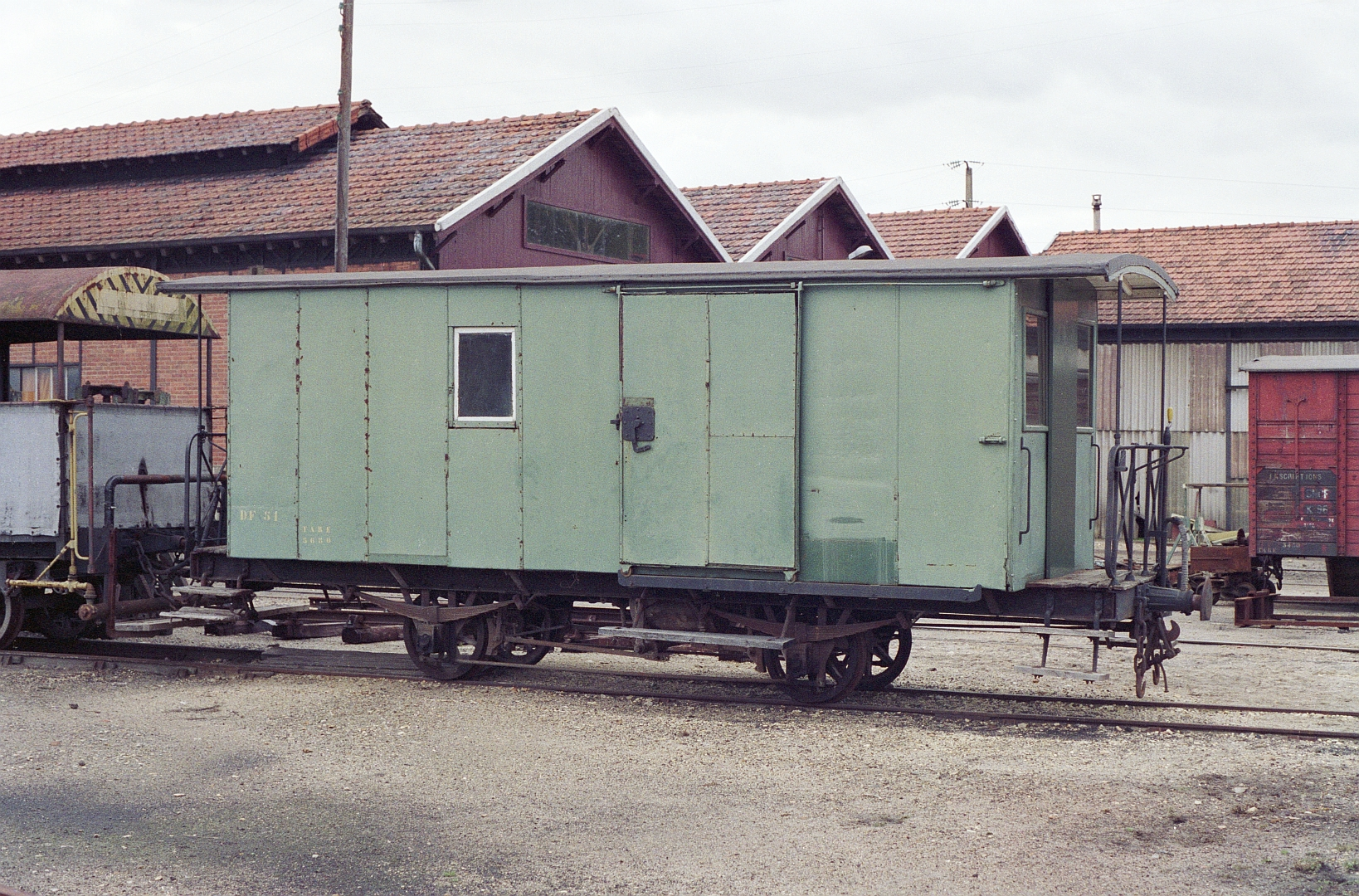
Packwagen der POC beim Chemin de fer du Blanc-Argent, 1989
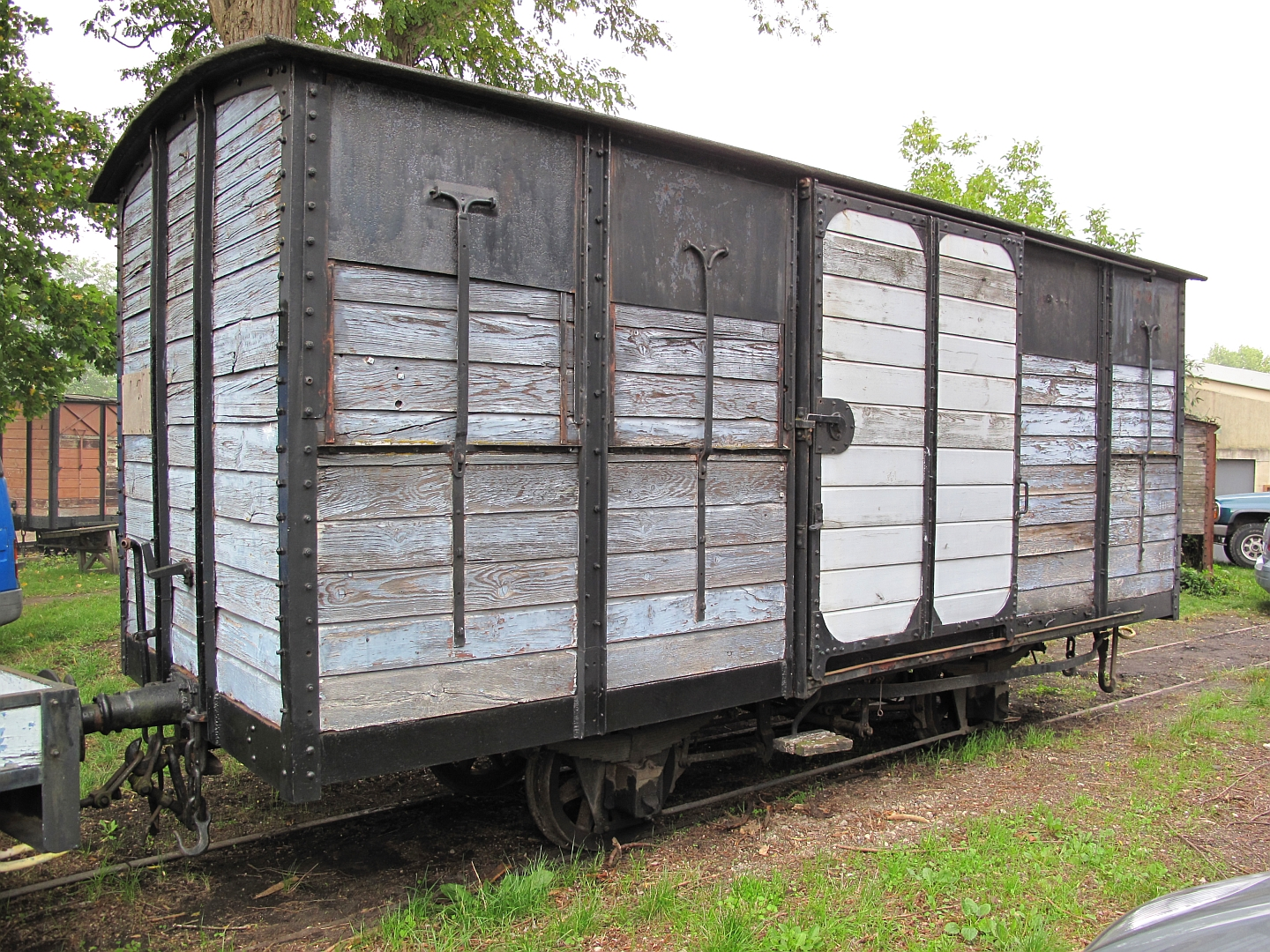
Gedeckter POC-Güterwagen im Musée des tramways à vapeur et des chemins de fer secondaires français